# Ed Harris
Edward Allen Harris (ur. 28 listopada 1950 w Englewood) – amerykański aktor filmowy, teatralny i telewizyjny oraz reżyser i producent. Czterokrotnie nominowany do Oscara za pierwszo- i drugoplanowe role w filmach Apollo 13 (1995), Truman Show (1998), Pollock (2000) i Godziny (2002).
13 marca 2015 otrzymał własną gwiazdę w Alei Gwiazd w Los Angeles znajdującą się przy 6712 Hollywood Boulevard.

## Życiorys

### Wczesne lata
Urodził się w Englewood w stanie New Jersey jako syn Margaret (z domu Sholl), agentki biura podróży, i Roberta L. „Boba” Harrisa (1922-2014), który śpiewał z chórem Freda Waringa i pracował w księgarni Art Institute of Chicago. Wychowywał się rodzinie klasy średniej prezbiterian w Tenafly w New Jersey z dwoma braćmi – Paulem i Robertem. W 1969 ukończył Tenafly High School, gdzie grał w drużynie futbolowej, pełniąc funkcję kapitana drużyny w swoim ostatnim roku. Trenował lekkoatletykę na Uniwersytecie Columbia. W 1971 wraz z rodziną przeniósł się do Nowego Meksyku, odkrywając zainteresowanie aktorstwem w różnych sztukach teatralnych. Studiował dramat na University of Oklahoma. Po kilku udanych rolach w lokalnych teatrach, przeprowadził się do Los Angeles i zapisał się do California Institute of the Arts, gdzie spędził dwa lata i ukończył z tytułem licencjata sztuk pięknych w 1975.

### Kariera
W Pasadena Repertory Theatre grał w światowej premierze sztuki Thomasa Rickmana Baalam w The Hotel Carver w Pasadenie (1975) i w spektaklu Kingdom of Earth Tennesseego Williamsa w West Coast (1976) w roli Lota. Pojawił się po raz pierwszy na Off-Broadwayu jako Eddie w przedstawieniu Chora miłość (Fool for Love) w Circle Repertory Theatre (1983), a na Broadwayu debiutował jako Fred Small w widowisku Kamienie szlachetne (Precious Sons) w Longacre Theatre (1986). Rola Eddiego w produkcji off-Broadwayowskiej Fool for Love Sama Sheparda w 1984 przyniosła mu nagrodę Obie, a w 1995 za rolę Cartera w spektaklu Simpatico Sama Sheparda z Beverly D’Angelo zdobył nagrodę Lucille Lortel.
Karierę ekranową rozpoczął pod koniec lat 70. w dreszczowcu medycznym Michaela Crichtona Śpiączka (Coma, 1978) z Michaelem Douglasem i dramacie Granica (Borderline, 1980) u boku Charlesa Bronsona. Jednak pierwszym dużym filmowym występem była kreacja Williama „Billy’ego” Davisa, króla renesansowej trupy motocyklowej (rola wzorowana na królu Arturze) w filmie fantastycznonaukowym George’a A. Romero Rycerze na motorach (Knightriders, 1981). W dramacie Agnieszki Holland Zabić księdza (To Kill a Priest, 1988) wcielił się w postać oficera SB, który dostaje zadanie zlikwidowania duchownego. Współpracę z polską reżyserką Harris kontynuował w późniejszych latach występując w jej kolejnych filmach: Trzeci cud (The Third Miracle, 1999) i Kopia mistrza (Copying Beethoven, 2006), gdzie zagrał Ludwiga van Beethovena.
Pierwszą nominację do Oscara otrzymał w 1995 za drugoplanową rolę zarządzającego kosmiczną operacją dyrektora NASA – Gene’a Kranza w dramacie Rona Howarda Apollo 13 (1995). Trzy lata potem wcielił się w twórcę tytułowego programu telewizyjnego w tragikomedii Petera Weira Truman Show (The Truman Show, 1998), a rola ta przyniosła mu drugą nominację do Oscara.
W 2000 zadebiutował jako reżyser biograficznego filmu Pollock, gdzie zagrał słynnego amerykańskiego malarza Jacksona Pollocka. Tytułowa rola przyniosła mu też nominację do Oscara w kategorii „Najlepszy aktor pierwszoplanowy”. W 2008 ponownie stanął po drugiej kamery reżyserując western Appaloosa na podstawie powieści Roberta B. Parkera.
W dramacie Stephena Daldry’ego Godziny (The Hours, 2002), inspirowanym powieścią Virginii Woolf Pani Dalloway, zagrał drugoplanową, ale zapadającą w pamięć kreację umierającego na AIDS homoseksualnego poety przyniosła mu kolejną nominację do Oscara. W dramacie wojennym Jeana Jacques’a Annauda Wróg u bram (Enemy at the Gates, 2001) wystąpił w roli niemieckiego szlachcica walczącego w szeregach hitlerowskiej armii w czasie bitwy pod Stalingradem. Można go było także oglądać w serialu HBO Empire Falls (2005), dreszczowcu Davida Cronenberga Historia przemocy (2005) oraz usłyszeć jako dyrektora kontroli misji w filmie fantastycznonaukowym Alfonso Cuaróna Grawitacja (Gravity, 2013). W amerykańskim serialu telewizyjnym Westworld (2015-2019) wystąpił jako czarny charakter mężczyzna w czerni. W 2019 odniósł sukces na Broadwayu w roli Atticusa Fincha w adaptacji scenicznej powieści Harper Lee Zabić drozda.

## Życie prywatne
21 listopada 1983 zawarł związek małżeński z aktorką Amy Madigan, z którą ma córkę Lily Dolores.

## Filmografia

### Filmy
- Śpiączka (Coma, 1978) jako praktykant patologii
- Rycerze na motorach (Knightriders, 1981) jako Billy
- Koszmarne opowieści (Creepshow, 1982) jako Hank Blaine
- Pierwszy krok w kosmos (The Right Stuff, 1983) jako John Glenn
- Pod ostrzałem (Under Fire, 1983) jako Oates
- Miejsca w sercu (Places in the Heart, 1984) jako Wayne Lomax
- Szybka zmiana (Swing Shift, 1984) jako Jack Walsh
- Słodkie marzenia (Sweet Dreams, 1985) jako Charlie Dick
- Kryptonim „Szmaragd” (Code Name: Emerald, 1985) jako Gus Lang
- Walker (Walker, 1987) jako William Walker
- Zabić księdza (To Kill a Priest, 1988) jako kapitan policji Stefan
- Szalony Megs (Jacknife, 1989) jako Joseph „Megs” Megessey
- Otchłań (The Abyss, 1989) jako Virgil „Bud” Brigman
- Stan łaski (State of Grace, 1990) jako Frankie Flannery
- Glengarry Glen Ross (1992) jako Dave Moss
- Firma (The Firm, 1993) jako Wayne Tarrance
- Porcelanowy księżyc (China Moon, 1994) jako Kyle Bodine
- Kieszonkowe (Milk Money, 1994) jako Tom Wheeler
- Nixon (1995) jako E. Howard Hunt
- Apollo 13 (1995) jako Gene Kranz
- W słusznej sprawie (Just Cause, 1995) jako Blair Sullivan
- Twierdza (The Rock, 1996) jako generał Francis X. Hummel
- Purpurowy jeździec (Riders of the Purple Sage, TV, 1996, także producent) jako Jim Lassiter
- Władza absolutna (Absolute Power, 1997) jako detektyw Seth Frank
- Mamuśka (Stepmom, 1998) jako Luke Harrison
- Truman Show (The Truman Show, 1998) jako Christof
- Trzeci cud (The Third Miracle, 1999) jako Frank Shore
- Pollock (2000, także reżyseria) jako Jackson Pollock
- Mistrz przekrętu (The Prime Gig, 2000) jako Kelly Grant
- Przebudzenie miłości (Waking the Dead, 2000) jako Jerry Charmichael
- Wróg u bram (Enemy at the Gates, 2001) jako major Erwin König
- Piękny umysł (A Beautiful Mind, 2001) jako William Parcher
- Buffalo Soldiers (2001) jako pułkownik Berman
- Godziny (The Hours, 2002) jako Richard Brown
- Radio (2003) jako trener Harold Jones
- Piętno (The Human Stain, 2003) jako Lester Farley
- Historia przemocy (A History of Violence, 2005) jako Carl Fogarty
- Oby do wiosny (Winter Passing, 2005) jako Don Holdin
- Kopia mistrza (Copying Beethoven, 2006) jako Ludwig van Beethoven
- Ślady zbrodni (Cleaner, 2007) jako Eddie Lorenzo
- Skarb narodów: Księga tajemnic (National Treasure: Book of Secrets, 2007) jako Mitch Wilkinson
- Gdzie jesteś, Amando? (Gone Baby Gone, 2007) jako detektyw Remy Bressant
- Appaloosa (2008, także scenariusz i reżyseria) jako Virgil Cole
- Virginia i jej problemy (Virginia, 2010) jako szeryf Dick Tipton
- Niepokonani (The Way Back, 2010) jako pan Smith
- To cały ja (That’s What I Am 2011) jako Steven Simon
- Bulwar odkupienia (Salvation Boulevard) jako dr Peter Blaylock
- Człowiek na krawędzi (Man on a Ledge, 2012) jako David Englander
- Phantom (2013) jako Dmitri „Demi” Zubov
- Sztanga i cash (Pain & Gain, 2013) jako Ed Du Bois
- Oblicze miłości (The Face of Love, 2013) jako Garret Mathis / Tom Young
- Snowpiercer: Arka przyszłości (Snowpiercer, 2013) jako minister Wilford
- Sweetwater (2013) jako szeryf Cornelius Jackson
- Grawitacja (Gravity, 2013) jako kontroler misji (głos)
- Frontera (2014) jako Roy McNary
- Samoloty 2 (Planes: Fire & Rescue, 2014) jako Blade Ranger (głos)
- Anarchia (Cymbeline, 2015) jako King Cymbeline
- Nocny pościg  (Run All Night, 2015) jako Shawn Maguire
- Przywołane wspomnienia (The Adderall Diaries, 2015) jako Neil Elliott
- W niepewnym boju (In Dubious Battle, 2016) jako Joy
- Zasady nie obowiązują (Rules Don’t Apply, 2016) jako pan Bransford
- Geostorm (2017) jako Leonard Dekkom
- Cena kłamstwa (A Crooked Somebody, 2017) jako Sam Vaughn
- Mother! (2017) jako człowiek
- Kodachrome (2017) jako Ben Ryder
- Ostateczne poświęcenie (The Last Full Measure, 2019) jako Ray Mott
- Niezłomni (Resistance, 2020) jako generał Patton
- Córka (The Lost Daughter, 2021) jako gospodarz Lyle
- Top Gun: Maverick (2022) jako kontradmirał Chester „Hammer” Cain
- Uciekaj, jeśli potrafisz (Get Away If You Can, 2022) jako Alan
- Miasteczko Owl (Downtown Owl, 2023) jako Horace Jones
- My Dead Friend Zoe (2024) jako Dale
- Love Lies Bleeding (2024) jako Lou Sr.
- Riff Raff. Zabójcza rodzina (Riff Raff, 2024) jako Vincent
- Zmierzch długiego dnia (Long Day’s Journey into Night, 2025) jako James Tyrone

### Seriale
- Barnaby Jones (1979) jako Glenn Morgan
- Frasier (1995) jako rozmówca gościnny Rob (głos)
- Empire Falls (2005) jako Miles Roby
- Westworld (2016–2022) jako William / człowiek w czerni

### Gry komputerowe
- Call of Duty: Black Ops (2010) jako Jason Hudson (głos)

## Nagrody
| Rok  | Nagroda             | Kategoria                                                                   | Film                     |
| ---- | ------------------- | --------------------------------------------------------------------------- | ------------------------ |
| 1996 | Screen Actors Guild | Wybitny występ aktora w roli drugoplanowej                                  | Apollo 13 (1995)         |
| 1996 | Screen Actors Guild | Znakomita obsada w filmie kinowym                                           | Apollo 13 (1995)         |
| 1999 | Złoty Glob          | Najlepszy aktor drugoplanowy                                                | Truman Show (1998)       |
| 2013 | Złoty Glob          | Najlepszy aktor drugoplanowy w serialu, miniserialu lub filmie telewizyjnym | Zmiana w grze (TV, 2012) |
| 2017 | Saturn              | Najlepszy drugoplanowy aktor telewizyjny                                    | Westworld (TV, 2016)     |